# Joan Roberts
Joan Roberts (New York, 15 luglio 1918 – Stamford, 13 agosto 2012) è stata un'attrice statunitense.

## Biografia
Nata Josephine Rose Seagrist ha frequentato l'Istruzione secondaria della Cattedrale di San Patrizio dove ha iniziato a recitare.
Nel 1941 è Madeleine Caresse in Sunny River di Sigmund Romberg al Teatro Saint-James di New York per il Broadway theatre.
Nel 1942 fa parte del cast del musical Hit the Deck di Vincent Youmans con Frank Albertson per la Los Angeles Civic Light Opera.
Nel 1943 è Laurey Williams in Oklahoma! diretta da Jay Blackton per la regia di Rouben Mamoulian con Celeste Holm, George S. Irving, Howard Da Silva, Barry Kelley e Marc Platt (ballerino) nell'anteprima a New Haven e nella prima al Teatro Saint-James.
Nel 1945 è la protagonista della prima assoluta di Marinka di Emmerich Kálmán con Harry Stockwell e Vivian Reilly nella prima assoluta del musical Are You with It? di Harry Revel con Dolores Gray per Broadway.
Nel 1948 è Sara Longstreet nella commedia musicale High Button Shoes di Jule Styne per la regia di George Abbott con Phil Silvers e Nanette Fabray a Broadway.
Ha vissuto a Long Island dove nel 2001 è stata Heidi Schiller in Follies per la regia di Matthew Warchus con Blythe Danner, Treat Williams, Judith Ivey, Gregory Harrison, Lauren Ward, Erin Dilly, Polly Bergen, Betty Garrett e Kelli O'Hara per Broadway.

## Filmografia
- Mariti su misura (The Model and the Marriage Broker), regia di George Cukor (1951)
- Modelle di lusso (Lovely to Look At), regia di Mervyn LeRoy (1952)

## Discografia
- Oklahoma! - 1943, Decca/Naxos/Stage Door/KCP/MD/Roslin/Smith & Co/PLAY DIGITAL/Memory Lane/DigitalGramophone Grammy Hall of Fame Award 1976
- Jerome Kern: Roberta con Jack Cassidy per Broadway, 1953 Sony